# غراهام سميث
غراهام سميث (بالإنجليزية: Graham Smith)‏ (1 يناير 1949 ليفربول المملكة المتحدة - ) هو لاعب كرة قدم بريطاني يلعب كحارس مرمى.